# رتن (اکلاهما)
رتن(به انگلیسی: Rattan) شهری در ایالت اکلاهما کشور ایالات متحده آمریکا است که جمعیت آن در سرشماری سال ۲۰۱۰ میلادی، ۳۱۰ نفر بوده‌است.